# 北条夫人
北条夫人（ほうじょうふじん）は、戦国時代から安土桃山時代にかけての女性。武田勝頼の継室、北条氏康の娘。桂林院殿とする文献もある。実名は不明。

## 生涯
永禄7年（1564年） 、北条氏康の6女として誕生。戦国時代に相模国の後北条氏と甲斐国の武田氏は敵対関係にあったが、氏康と天文10年（1541年）6月に家督を継いだ武田晴信（信玄）の間では和睦が行われ、天文13年（1544年）頃には武田・後北条氏の間では甲相同盟が結ばれる。甲相同盟は晴信の娘である黄梅院が氏康の嫡男・氏政に嫁ぎ、婚姻同盟が結ばれた。武田氏は駿河国の今川氏とも甲駿同盟を結び、武田氏の仲介で今川・後北条氏の間でも同盟が結ばれると、三国間の甲駿相三国同盟が成立した。
永禄11年（1568年）の武田信玄の駿河侵攻を契機に甲相同盟は崩壊し、黄梅院は武田氏に返還され、婚姻関係も解消された。元亀2年（1571年）に武田信玄と北条氏政の間で甲相同盟は再締結されるが、婚姻同盟に至らないまま元亀4年（1573年）に信玄は病没する。武田氏の家督を継いだ武田勝頼は美濃国の国衆である遠山直廉の娘で織田信長の養女・竜勝院を正室としていたが、竜勝院は勝頼嫡男の信勝を出産すると、元亀2年9月16日に死去していた。さらに、信玄晩年に武田・織田氏は敵対関係に入り、天正3年（1575年）5月21日の長篠の戦いにおいて勝頼は織田・徳川連合軍に敗退する。勝頼は長篠敗戦後に外交の再建に着手し、甲相同盟強化のため、天正4年（1576年）1月22日、桂林院殿が勝頼の継室として嫁いだ。
天正6年（1578年）に越後国で上杉謙信が死去すると後継者を巡る御館の乱が発生した。当初、勝頼は、夫人の実兄・北条氏政の要請もあり、同じく夫人の実兄にあたる上杉景虎を支持していたが、上杉景勝方が乱を制すると、外交方針を転換して景勝と甲越同盟を結び、乱に敗れた景虎は自害に追いやられた。同7年（1579年）9月、甲相同盟は破棄された。ただし、桂林院殿は武田家に留まっている。
甲越同盟は軍事同盟として有効に機能しなかったため天正10年（1582年）2月1日には織田・徳川連合軍の甲斐侵攻を受け、河内領主の穴山信君ら一部家臣団の離反も招いた。同年2月19日に夫人は勝頼のために武田家の安泰を願い、武田八幡宮に願文を奉納している。逆臣を糾弾し、それを呪詛する一方で、勝頼の加護を頼み、かつその冥加を得ようと諸神にすがっている。しかも大願成就の暁には、勝頼と二人揃って奉仕をするとしており、仲睦まじさが伝わる。ただし、この願文は北条夫人に仮託して後から作られたのではないかとする説もある。
同年3月には戦況は悪化し、勝頼は相模国と接する郡内領主小山田信茂の居城の岩殿城を目指して落ち延びたが、信茂が離反すると笹子峠において織田軍に襲撃され、一行は天目山に逃れた。3月11日に日川渓谷の天目山の近くの田野で、滝川一益の軍に発見され、勝頼らと共に自害した。享年19。
辞世の句は、「黒髪の　乱れたる世ぞ　はてしなき　思いに消る　露の玉の緒」。
墓は景徳院にある。

### 法名について
- 天正11年（1583年）、兄・氏規が弔った際、桂林院殿本渓宗光とつけられた[9]。
- 武田氏からは「法泉寺位牌」で陽林院殿華庵妙温大姉、「景徳院位牌」に北条院殿模安妙相大禅定尼と贈られている。

### 『小田原北条記』
『小田原北条記』では、「先年、わが弟の越後三郎（景虎）危急の時、私から色々嘆願したにもかかわらず、あなたはお聞き入れになりませんでした。今更命が惜しいと、何の面目があって小田原に帰れましょうか。」と最期に語り、北条家に顔向けできないと恥じ入って自害したと記している。
「帰る雁　頼む疎隔の言の葉を　持ちて相模の国府（こふ）に落とせよ」（南に帰っていく雁よ、長い疎遠の詫び言を小田原に運んでくれないか）という、もう一首を残した。

### 子について
勝頼の三女、次男、三男の母であるという説もあるが、『甲乱記』には子供はひとりもいなかったと記されている。黒田基樹は、子は生まれなかったという説を著書に載せている。

## 人物
山梨県身延町の南松院には恵林寺住職・快川紹喜の遺墨である蘭渓字説（県指定文化財、現在は山梨県立博物館に寄託）が残されている。これは「甲州城上淑女君」の侍局に対し法諱雅号を与えその由来を記したものであるが、この淑女君は北条夫人を指していると考えられており、「家語に曰く、善人と居るは芝蘭の室に入るがごとし、久しくしてその香を聞かざるも、自然これと化す。善人あに異人ならんや、淑女君是なり」と淑徳を称えている。

## 画像集

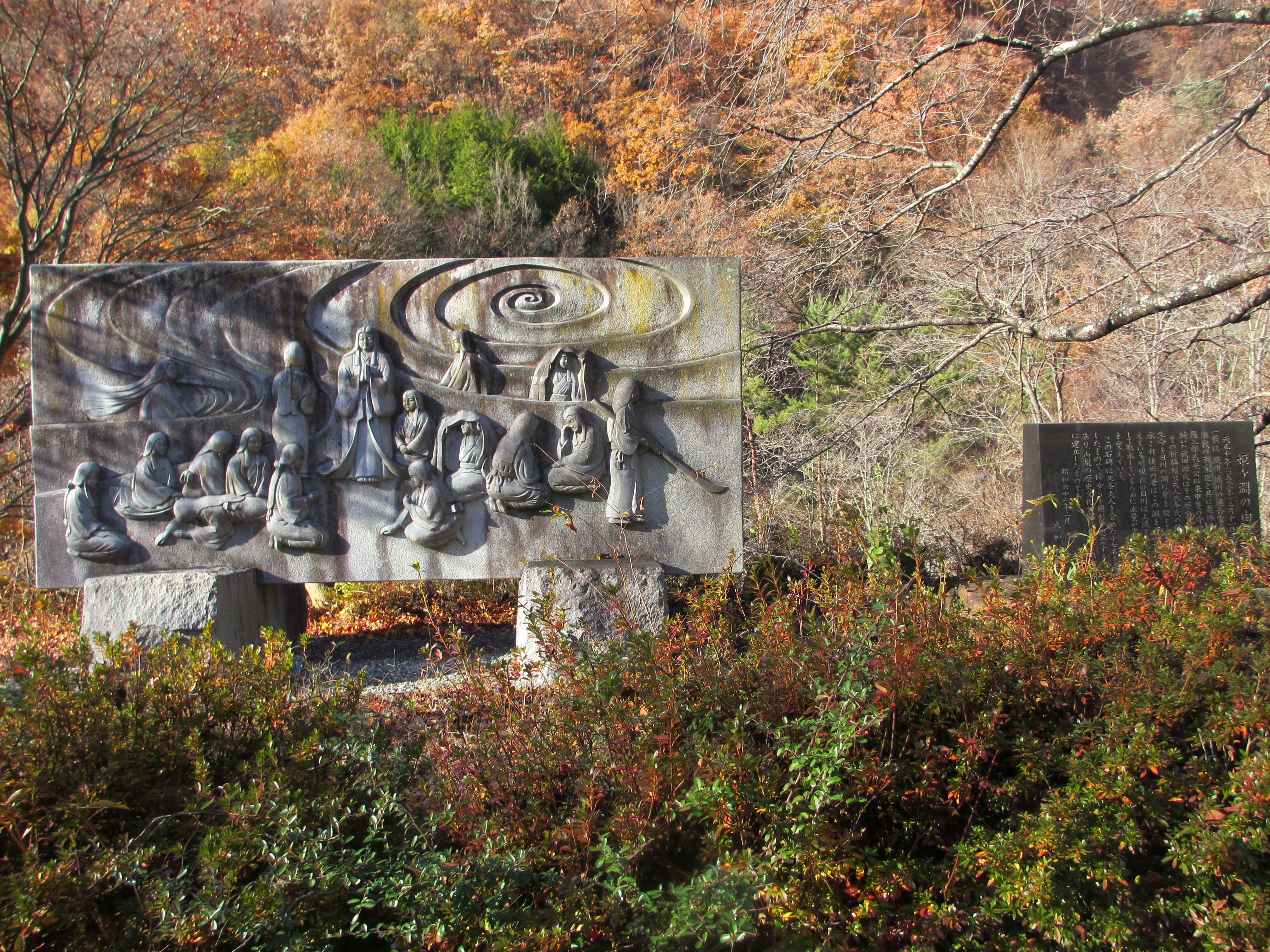
姫ヶ淵由来説明板・顕彰慰霊碑(勝頼公夫人北条氏を含めた17名の侍女らの顕彰慰霊碑)
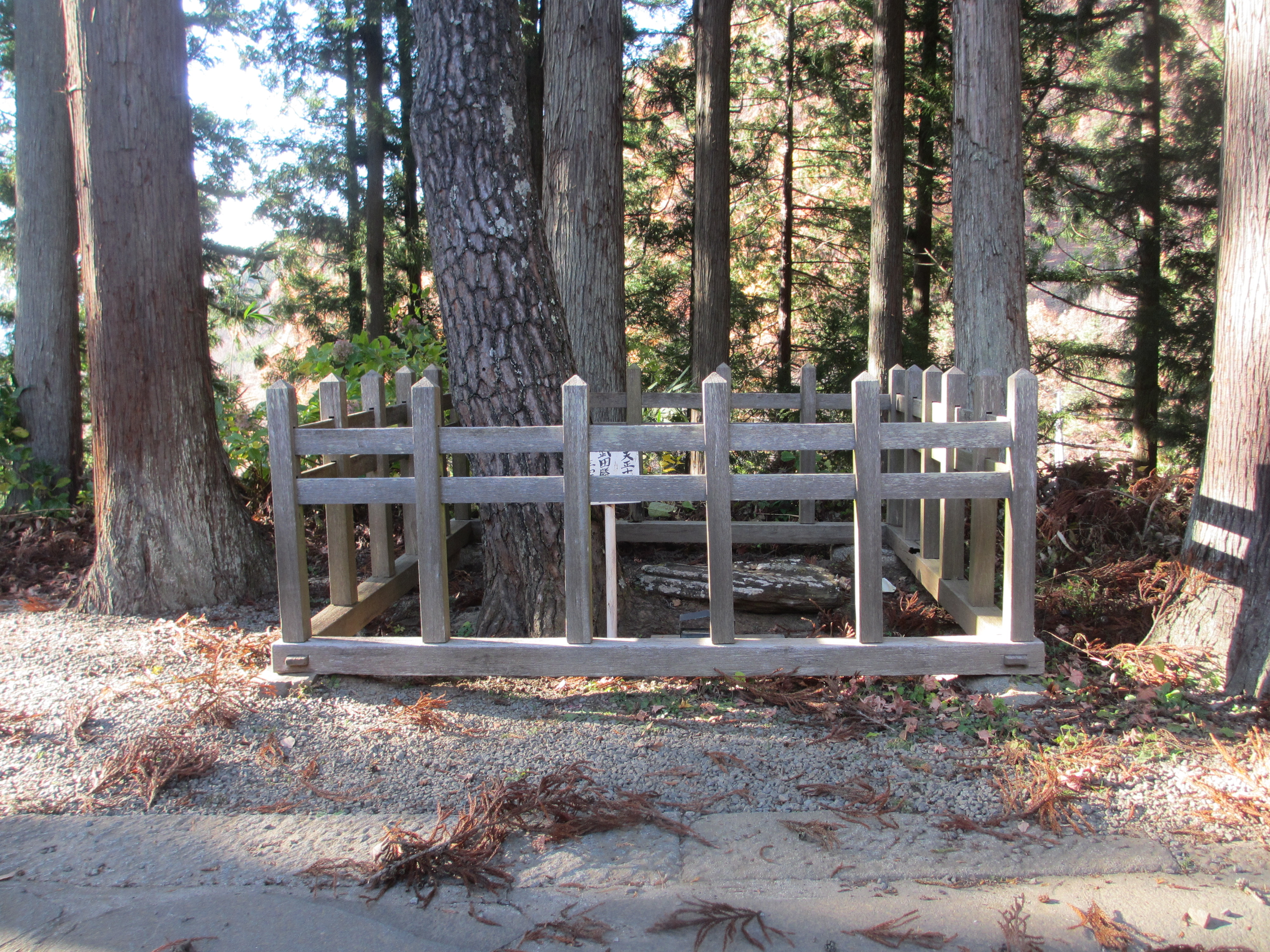
北条夫人生害石（天正10年3月説明あり、景徳院境内）
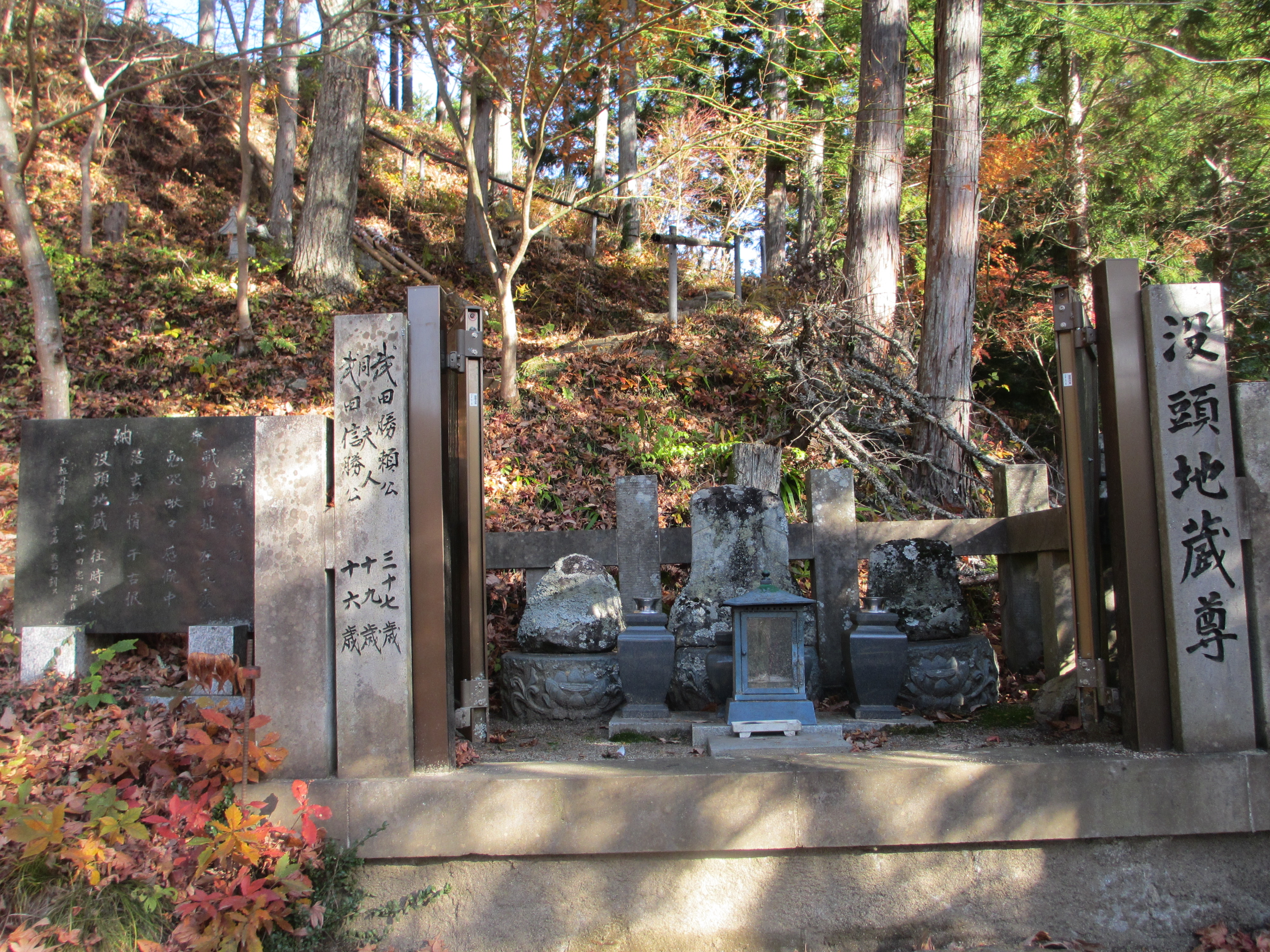
没頭地蔵尊（武田勝頼公37歳北条夫人19歳武田信勝公16歳の説明あり）

## 関連作品
- 『おんな風林火山』（TBS、1986年、演：奥田圭子）
- pop'n music - 『黒髪乱れし修羅となりて』という、曲名が彼女の辞世の句が由来である楽曲が『pop'n music 18 せんごく列伝』に収録されている。